# Xiaolin Showdown
Xiaolin Showdown är en amerikansk animerad tv-serie. Serien skapades av Christy Hui och utvecklades av Warner Bros. Animation för barnkanalen Kid's WB. Hui har sagt att hon ville skapa en serie som var en blandning av österländsk och västerländsk kultur. Xiaolin Showdown sändes mellan 1 november 2003 och maj 2006.
Serien handlar om fyra unga munkar som reser jorden runt och söker efter de mystiska föremålen som kallas Shen Gung Wu.

## Karaktärer
- Omi - seriens protagonist, är en naiv ung munk med stor kampsportsbegåvning.
- Kimiko - en rik japanska som är duktig på teknik
- Raimundo - en brasiliansk circusstjärna
- Clay - en kung-fu cowboy från Texas
- Jack Spicer - seriens skurk, försöker med hjälp av sin robotarmé lägga beslag på alla Shen Gong Wu.